# Peter Pagel (Schauspieler)
Peter Pagel (* 1952 in Halberstadt, Sachsen-Anhalt) ist ein deutscher Theaterschauspieler.

## Leben
Pagel arbeitete zunächst zehn Jahre in der damaligen Deutschen Demokratischen Republik als Chemiefacharbeiter, bevor er sich für eine Berufslaufbahn als Schauspieler entschied. Er absolvierte dann eine Schauspielausbildung an der Theaterhochschule Hans Otto in Leipzig.
Pagel spielte als Theaterschauspieler ein breites Repertoire, das Stücke der Antike, die deutschsprachigen Autoren der Klassik, insbesondere aber auch Stücke der Moderne und des zeitgenössischen Theaters umfasste. Pagel wurde anfangs im Rollenfach des jugendlichen Helden und jugendlichen Liebhabers besetzt, übernahm jedoch bald auch das Charakterfach.
1982 erhielt er sein erstes Festengagement am Volkstheater Rostock. Von 1994 bis 2001 war er festes Ensemblemitglied am Theater Bremen, wo er u. a. unter der Regie von Manfred Karge, Konstanze Lauterbach und Thomas Bischoff arbeitete.
Von 2001 bis 2010 war Pagel festes Ensemblemitglied am Deutschen Theater Berlin, wo er später auch weiterhin als Gast auftrat. Pagel wirkte am Deutschen Theater in mehreren Inszenierungen des Regisseurs Michael Thalheimer mit. In der Spielzeit 2001/02 übernahm er die Rolle des Odoardo Galotti in Thalheimers Inszenierung von Emilia Galotti. 2005 spielte er am Deutschen Theater Berlin an der Seite von Jutta Wachowiak, Dieter Mann, Jörg Gudzuhn und Aylin Esener den Eisler / Einstein in Friedrich Dürrenmatts Schauspiel Die Physiker. In Thalheimers Faust-Inszenierung spielte er dort den Wagner. Mit dieser Inszenierung gastierte er 2007 auch am Schauspiel Frankfurt. In der Spielzeit 2008/09 war er am Deutschen Theater als Arzt Jewgenij Sergejewitsch Dorn in Jürgen Goschs Inszenierung des Theaterstücks Die Möwe von Henrik Ibsen zu sehen. Im Sommer 2009 gastierte er mit dieser Produktion bei den Salzburger Festspielen. Im April 2009 gehörte er neben Margit Bendokat, Christian Grashof und Alexander Khuon zum Ensemble der Berliner Erstaufführung des Schauspiels Idomeneus von Roland Schimmelpfennig.
In der Spielzeit 2009/10 gastierte Pagel am Hans-Otto-Theater in Potsdam in dem Theaterstück Der Architekt des schottischen Autors David Greig und als Bankier Natter in Tobias Wellemeyers Inszenierung von Arthur Schnitzlers Schauspiel Das weite Land. Ab der Spielzeit 2010/11 war Pagel festes Ensemblemitglied am Hans-Otto-Theater. In der Spielzeit 2010/11 übernahm er den Göttervater Jupiter in einer Neuinszenierung des Amphitryon von Heinrich von Kleist. In derselben Spielzeit war er, an der Seite von Tina Engel, als Lyriker und emeritierter Professor Beverly Weston in Eine Familie von Tracy Letts zu sehen. Ab Februar 2011 war Pagel am Hans-Otto-Theater als Müllkutscher Alfred P. Doolittle in fast 70 Vorstellungen des Musicals My Fair Lady zu sehen. In der Spielzeit 2011/12 war er dort als Seth Lord in dem Musical High Society von Cole Porter zu sehen. Im Februar 2012 übernahm er die Rolle des Regisseurs Lloyd in der Boulevardkomödie Der nackte Wahnsinn von Michael Frayn, mit der er auch auf Deutschland-Tournee ging. In der Spielzeit 2011/12 übernahm er dort auch den König Philipp in einer Neuinszenierung des Don Karlos von Friedrich Schiller. In der Spielzeit 2012/13 war er der „grandiose“ Wirt in einer Neuinszenierung des Lustspiels Minna von Barnhelm (Regie: Isabel Osthues). In der Spielzeit 2013/14 wirkte er am Hans-Otto-Theater als Jabe Torrance in einer Inszenierung des Dreiakters Orpheus steigt herab von Tennessee Williams mit. In der Spielzeit 2014/15 spielte er dort den Professor Ludger in Lutz Hübners Komödie Richtfest, mit der er ebenfalls auf Tournee ging. In der Spielzeit 2015/16 übernahm er an der Seite von Rita Feldmeier die Rolle des Alfred Ill in Der Besuch der alten Dame. In der Spielzeit 2015/16 übernahm er auch die beiden Rollen des Egeus und des Schnock in der Open-Air-Produktion Ein Sommernachtstraum. In der Spielzeit 2016/17 war er wieder an der Seite von Rita Feldmeier, in dem Schauspiel Die Wiedervereinigung der beiden Koreas des französischen Gegenwartsautors Joël Pommerat zu sehen. In der Spielzeit 2016/17 spielte er außerdem neben Florian Schmidtke und Sabine Scholze den König Kreon in Das goldene Vlies von Franz Grillparzer. Im Januar 2018 stand er bei der Dernière noch einmal als Doolittle im Musical My Fair Lady auf der Bühne. Im Sommer 2018 war er in den Rollen des alten Briest und als Alonzo Gieshübler in den Sommertheater-Aufführungen des Hans-Otto-Theaters zu sehen.
2010 gestaltete er im Rahmen der Musikfestspiele Potsdam auf Schloss Branitz bei Cottbus eine Lesung zu Hermann Fürst von Pückler-Muskau. 2014 gastierte er am Staatsschauspiel Dresden als Faust in einer Inszenierung von Faust I, bei der der Titelheld von vier verscheidenen Darstellern gespielt wurde.

## Theaterarbeiten (Auswahl)
- 1999: Faust, Rolle: Faust, Regie: Manfred Karge, Theater Bremen
- 1999: Hexenjagd, Rolle: John Proctor, Regie: Konstanze Lauterbach, Theater Bremen
- 2001: Torquato Tasso, Rolle: Torquato Tasso, Regie: Thomas Bischoff, Theater Bremen
- 2001: Armut, Reichtum, Tier und Mensch von Hans Henny Jahnn, Rolle: Troll Yngve, Regie: Konstanze Lauterbach, Theater Bremen
- 2001: Emilia Galotti, Rolle: Odoardo Galotti, Regie: Michael Thalheimer, Deutsches Theater Berlin
- 2002: Maria Stuart, Rolle: Wilhelm Cecil, Baron von Burleigh, Regie: Thomas Bischoff, Deutsches Theater Berlin
- 2003: Die Entführung aus dem Serail, Rolle: Bassa Selim, Regie: David Mouchtar-Samorai, Staatsoper Berlin
- 2004: Faust I / Faust II, Rolle: Wagner, Regie: Michael Thalheimer, Deutsches Theater Berlin
- 2005: Die Physiker, Rolle: Einstein, Regie: András Fricsay, Deutsches Theater Berlin
- 2006: Bunbury – Ernst ist das Leben, Rolle: Pastor Chasuble, Regie: Bettina Bruinier, Deutsches Theater Berlin
- 2007: Die Fledermaus, Rolle: Dr. Blind, Regie: Michael Thalheimer, Deutsches Theater Berlin
- 2008: Die Wildente, Rolle: Relling, Regie: Michael Thalheimer, Deutsches Theater Berlin
- 2008: Was ihr wollt, Rollen: Ein Kapitän, Violas Freund / Antonio, Kapitän, Regie: Michael Thalheimer, Deutsches Theater Berlin
- 2008: Die Möwe, Rolle: Jewgenij Sergejewitsch Dorn, Regie: Jürgen Gosch, Deutsches Theater Berlin
- 2010: Das weite Land, Rolle: Bankier Natter, Regie: Tobias Wellemeyer, Hans-Otto-Theater, Potsdam
- 2010: Die Familie Schroffenstein, Rolle: Graf Rupert, Regie: Markus Dietz, Hans-Otto-Theater, Potsdam
- 2010: Der Revisor, Rolle: Richter Tjapkin, Regie: Peter Kube, Hans-Otto-Theater, Potsdam
- 2011: My Fair Lady, Rolle: Alfred P. Doolittle, Regie: Nico Rabenald, Hans-Otto-Theater, Potsdam
- 2011: Amphitryon, Rolle: Jupiter, Regie: Julia Hölscher, Hans-Otto-Theater, Potsdam
- 2011: Eine Familie, Rolle: Beverly Weston, Regie: Barbara Bürk, Hans-Otto-Theater, Potsdam
- 2011: High Society, Rolle: Seth Lord, Regie: Nico Rabenald, Hans-Otto-Theater, Potsdam
- 2012: Der nackte Wahnsinn, Rolle: Lloyd, Regie: Andreas Rehschuh, Hans-Otto-Theater, Potsdam
- 2012: Don Karlos, Rolle: König Philipp II., Regie: Markus Dietz, Hans-Otto-Theater, Potsdam
- 2013: Minna von Barnhelm, Rolle: Wirt, Regie: Isabel Osthues, Hans-Otto-Theater, Potsdam
- 2014: Orpheus steigt herab, Rolle: Jabe Torrence, Regie: Elias Perrig, Hans-Otto-Theater, Potsdam
- 2014: Faust I, Rolle: Faust, Regie: Linus Tunström, Staatsschauspiel Dresden
- 2015: Richtfest, Rolle: Ludger, Regie: Isabel Osthues, Hans-Otto-Theater, Potsdam
- 2016: Der Besuch der alten Dame, Rolle: Alfred Ill, Regie: Niklas Ritter, Hans-Otto-Theater, Potsdam
- 2016: Ein Sommernachtstraum, Rollen: Egeus / Schnock, Regie: Kerstin Kusch, Hans-Otto-Theater, Potsdam
- 2016: Die Wiedervereinigung der beiden Koreas, Rolle: Alter Mann, Regie: Stefan Otteni, Hans-Otto-Theater, Potsdam
- 2017: Das goldene Vlies, Rollen: Phryxus / Kreon, Regie: Alexander Nerlich, Hans-Otto-Theater, Potsdam
- 2018: Effi Briest, Rollen: Briest / Alonzo Gieshübler, Regie: Christian von Treskow, Hans-Otto-Theater, Potsdam

## Filmografie
- 2002: Emilia Galotti (Theateraufzeichnung, Deutsches Theater Berlin)
- 2008: Was ihr wollt (Theateraufzeichnung, Deutsches Theater Berlin)